# فرناندو بلاسکس
فرناندو بلاس‌کِـس (اسپانیایی: Fernando Velázquez‎؛ زادهٔ ۲۲ نوامبر ۱۹۷۶) آهنگساز، موسیقی‌دان و رهبر ارکستر اهل اسپانیا است.
از فیلم‌ها یا مجموعه‌های تلویزیونی که وی در آن‌ها نقش داشته است، می‌توان به لرز، آزمون، فیلم اسپانیایی، غیرممکن، یتیم‌خانه و هیولایی فرا می‌خواند اشاره نمود.